# 130314 Williamodonnell
130314 Williamodonnell è un asteroide della fascia principale. Scoperto nel 2000, presenta un'orbita caratterizzata da un semiasse maggiore pari a 3,1221376 UA e da un'eccentricità di 0,1007657, inclinata di 12,52445° rispetto all'eclittica.